# Bowling tại Đại hội Thể thao Đông Nam Á 2005
Bộ môn Bowling tại Đại hội Thể thao Đông Nam Á 2005 được thi đấu tại Trung tâm Pearl Bowling, thành phố Paranaque, Philippines từ ngày 28 tháng 11 đến ngày 04 tháng 12 năm 2005. Các vận động viên tranh 10 bộ huy chương ở 5 nội dung dành cho nam và 5 nội dung dành cho nữ.
| Tổng sắp huy chương SEA Games 2005 Bộ môn Bowling |             |      |     |      |      |
| Hạng                                              | Đoàn        | Vàng | Bạc | Đồng | Tổng |
| 1                                                 | Philippines | 4    | 6   | 0    | 10   |
| 2                                                 | Malaysia    | 3    | 3   | 3    | 9    |
| 3                                                 | Indonesia   | 3    | 0   | 4    | 7    |
| 4                                                 | Singapore   | 0    | 2   | 2    | 4    |
|                                                   | Tổng        | 10   | 11  | 9    | 30   |

## Bảng thành tích

### Đơn nam
| Huy chương | Vận động viên         | Quốc gia    |
| Vàng       | Ryan Leonard Lalisang | Indonesia   |
| Bạc        | Markwin Tee           | Philippines |
| Đồng       | Lie Joe Tjam          | Indonesia   |

### Đôi nam
| Huy chương | Vận động viên                                  | Quốc gia    |
| Vàng       | Christian Jan Suarez và Ernesto Gatchalian Jr. | Philippines |
| Bạc        | Alex Liew Kien Liiang và Ben Heng Boon Hian    | Malaysia    |
| Đồng       | Daniel Lim Tow Chuang và Aaron Kong Eng Chuan  | Malaysia    |

### Đồng đội 3 người nam
| Huy chương | Vận động viên                                                        | Quốc gia    |
| Vàng       | Daniel Lim Tow Chuang Aaron Kong Eng Chuan Zulkifli Zulmazran        | Malaysia    |
| Bạc        | Christian Jan Suarez Ernesto Gatchalian Jr. Constantine Chester King | Philippines |
| Đồng       | Alex Liew Kien Liiang Ben Heng Boon Hian Ameran Azidi                | Malaysia    |

### Đồng đội 5 người nam
| Huy chương | Vận động viên                                                                                                | Quốc gia    |
| Vàng       | Daniel Lim Tow Chuang Aaron Kong Eng Chuan Zulkifli Zulmazran Alex Liew Kien Liiang Ben Heng Boon Hian       | Malaysia    |
| Bạc        | Christian Jan Suarez Ernesto Gatchalian Jr. Constantine Chester King Markwin Tee Tyrone Christopher Ongpauco | Philippines |
| Đồng       | Remy Ong Terence Tan Siong Koon Lee Yu Wen Goh Heng Soon Jason Yeong Nathan                                  | Singapore   |

### Masters nam
| Huy chương | Vận động viên         | Quốc gia    |
| Vàng       | Markwin Tee           | Philippines |
| Bạc        | Remy Ong              | Singapore   |
| Đồng       | Ryan Leonard Lalisang | Indonesia   |

### Đơn nữ
| Huy chương | Vận động viên     | Quốc gia    |
| Vàng       | Maria Cecilia Yap | Philippines |
| Bạc        | Aziela Zandra     | Malaysia    |
| Đồng       | Phang Novie       | Indonesia   |

### Đôi nữ
| Huy chương | Vận động viên                               | Quốc gia    |
| Vàng       | Putty Armein và Happy Ari Dewanti Soediyono | Indonesia   |
| Bạc        | Wendy Chai de Choo và Aziela Zandra         | Malaysia    |
| Bạc        | Maria Cecilia Yap và Liza Clutario          | Philippines |

### Đồng đội 3 người nữ
| Huy chương | Vận động viên                                          | Quốc gia    |
| Vàng       | Happy Ari Dewanti Soediyono Putty Armein Phang Novie   | Indonesia   |
| Bạc        | Maria Liza del Rosario Maria Cecilia Yap Liza Clutario | Philippines |
| Đồng       | Wendy Chai de Choo Aziela Zandra Esther Cheah Mei Lan  | Malaysia    |

### Đồng đội 5 người nữ
| Huy chương | Vận động viên                                                                            | Quốc gia    |
| Vàng       | Wendy Chai de Choo Aziela Zandra Esther Cheah Mei Lan Crystal Choy Poh Lai Lai Kin Ngoh  | Malaysia    |
| Bạc        | Maria Liza del Rosario Maria Cecilia Yap Liza Clutario Elaine Florencio Josephine Canare | Philippines |
| Đồng       | Kwang Tien Mei Evelyn Chan Lu Ee Jazreel Tan Tan Bee Leng Tay Hong Keow                  | Singapore   |

### Masters nữ
| Huy chương | Vận động viên | Quốc gia    |
| Vàng       | Liza Clutario | Philippines |
| Bạc        | Jazreel Tan   | Singapore   |
| Đồng       | Putty Armein  | Indonesia   |